# Rue Quatre-Chapeaux
La rue Quatre-Chapeaux, également rue des Quatre-Chapeaux est une voie publique du 2e arrondissement de la ville de Lyon, en France. D'orientation nord-sud, elle se situe en Presqu'île, entre les rues Tupin et Thomassin.

## Histoire
Si le nom de la rue proviendrait d'une ancienne auberge représentant quatre chapeaux, la voie existe pour sa part depuis le Moyen Âge. Elle s'est également nommée rue Maudite en référence à l'histoire de Pierre Valdo ou Vaudès (1140-1217)[réf. nécessaire]. En 1567, le temple protestant de cette rue est vandalisé par les Lyonnais. L'ancien maire de Lyon, Louis Vitet, y habite en 1772. En 1855, elle a aussi pris le nom de rue Grenouille, tandis que la partie comprise entre les rues Ferrandière et Thomassin s'appelait place Grenouille.
En 2016, la rue est réaménagée en zone de rencontre en même temps que quatre autres du quartier, réaménagement complété par une végétalisation en 2024, apportant arbres et arbustes à quatre de ces cinq rues, dont la rue des Quatre-Chapeaux.